# Троица (Удомельский район)
Троица — опустевшая деревня в Удомельском городском округе Тверской области.

## География
Деревня находится в северной части Тверской области на расстоянии приблизительно 4 км на север по прямой от железнодорожного вокзала города Удомля на острове между озерами Песьво и Удомля.

## История
Известна с 1551 года как монастырь. В 1693 году в Удомельской пустыни Иоанно-Богословского монастыря было 3 деревянные церкви: Троицкая, Рождества Богородицы и Иоанна Богослова. В 1764 г монастырь был упразднен. На месте монастыря осталась приходская церковь Иоанна Богослова, вокруг которой село назвалось Троицей. В 1859 году отмечался Троицкий погост, а в нем 3 двора с 15 жителями духовного звания. В 1 км от церкви на юго-восток стояла деревня Удомельская слободка (Коровий двор) с 12 дворами и 113 государственными крестьянами. В 1886 году в Удомельской слободке уже было 24 двора со 153 жителями, В 1911 году 23 хозяйства со 139 жителями. В советское время работал колхоз имени Карла Маркса и совхоз «Труд». С началом строительства КАЭС населенный пункт попадает в 3-километровую зону выселения, жителей переселяют в деревню Ряд.
До 2015 года деревня входила в состав Рядского сельского поселения до упразднения последнего. С 2015 года в составе Удомельского городского округа.

## Население
Численность населения не учтена как в 2002 году, так и в 2010.